# ریموندویل، میسوری
ریموندویل (به انگلیسی: Raymondville) یک روستا (ایالات متحده آمریکا) در ایالات متحده آمریکا است که در شهرستان تگزاس، میزوری واقع شده‌است.
 ریموندویل ۷٫۶۵ کیلومتر مربع مساحت و ۳۶۳ نفر جمعیت دارد و ۴۰۲٫۰۴ متر بالاتر از سطح دریا واقع شده‌است.